# Andra slaget vid St Albans
Andra slaget vid St Albans var ett slag under Rosornas krig utkämpat 22 februari 1461 nära staden St Albans. Med förlusten och Rikard, hertig av Yorks död, i december i Slaget vid Wakefield, och med Yorks son och arvtagare upptagen i väst (där slaget vid Mortimer's Cross utkämpats några få dagar tidigare) låg vägen öppen för lancastrarna (ledda av drottning Margareta av Anjou) att marschera söderut mot London, och plundra under sin väg. 
Lancastrarna hejdades nära St Albans av trupper ledda av Rikard Neville, earl av Warwick. Warwick lät sina män sätta upp en samling försvarsanordningar, som diken med spikar, men överraskades från det håll som lancastrarna ankom - från Dunstable snarare än från Luton - och besegrades.
Lancastrarna återtog Henrik VI, som sägs ha suttit och sjungit under ett träd under slaget. De utnyttjade dock inte sitt övertag genom att marschera vidare söderut mot London. Orsakerna är oklara; det kan ha varit så att deras rykte om plundring hade föregått dem och londonborna därmed inte skulle ha öppnat sina portar. 